# Cannibal (альбом Static-X)
Cannibal (рус. Каннибал) — пятый студийный альбом американской индастриал-метал-группы Static-X, вышедший на лейбле Reprise Records 3 апреля 2007 года. Стилистически альбом не сильно отличается от предыдущих работ группы, но, в отличие от них, он примечателен гитарными соло, которые присутствуют во всех песнях, за исключением «Goat». Также это первый альбом группы, где нет песни с заголовком «Otsego». Альбом «протёк» в P2P сеть 26 марта 2007 года. На альбоме Cannibal участвует Джон Лоури, игравший в группах Marilyn Manson, Rob Zombie, он участвует в записи соло партий гитары для песни «Cannibal».
Альбом дебютировал № *36 на американской Billboard 200 с продажами приблизительно 30 000 копий на первой неделе. До настоящего времени, альбом продал приблизительно 160 000 копий.

## Музыка
По словам Уэйна Статика: 
Это самая металлическая из наших записей, и возможно самая тяжелая. Во время работы я хорошо проводил время, как возвращаясь к сумасшедшему крику в вокале и экспериментируя с этим, так и работая над словами песен. Я чувствовал себя так же как за работой над Wisconsin Death Trip, когда я пытался сфокусироваться на удалении всяких излишков на столько на сколько возможно и писать короткие простые цепляющие песни.

## Информация о песнях
Первая песня, выпущенная на альбоме была «Cannibal». Однако, сингл «Destroyer» был выпущен как песня для радио, и клип был снят одновременно.
Песня «No Submission» является саундтреком с фильму Пила III. Песня «Cannibal» была выпущена на iTunes 5 февраля как сингл. «Destroyer» появилась позже, 13 февраля, а 20 марта вышла на EP. Видеоклип для «Destroyer» был выложен в интернете 6 апреля.
В то время как песня «Cannibal» была вдохновлена Уэйном Статиком вегетарианскими мыслями о людях едящих мясо, «Reptile» является песней о том, чтобы быть съеденным живой огромной рептилией.

## Версии альбома
Альбом доступен в стандартном выпуске с 12 треками, специальный интернет-выпуск содержит бонус «Get Up and Boogie», выпуск Best Buy по наиболее выгодной цене с двумя бонус-треками («Light It Up» и ремиксом «I’m the One») и предлагался в ограниченном издании, снабжённом буклетом, подписанным членами группы. Загружая альбом с iTunes, вы получаете другой трек, названный «Beneath, Between, Beyond», который является также названием сборника группы, даже при том, что песня была написана два года спустя после выхода сборника Beneath... Between... Beyond....

## Список композиций
| №                   | Название            | Длительность |
| ------------------- | ------------------- | ------------ |
| 1.                  | «Cannibal»          | 3:13         |
| 2.                  | «No Submission»     | 2:42         |
| 3.                  | «Behemoth»          | 3:00         |
| 4.                  | «Chemical Logic»    | 3:51         |
| 5.                  | «Destroyer»         | 2:47         |
| 6.                  | «Forty Ways»        | 3:01         |
| 7.                  | «Chroma-Matic»      | 2:44         |
| 8.                  | «Cuts You Up»       | 3:26         |
| 9.                  | «Reptile»           | 2:31         |
| 10.                 | «Electric Pulse»    | 2:40         |
| 11.                 | «Goat»              | 3:48         |
| 12.                 | «Team Hate»         | 3:25         |
| Общая длительность: | Общая длительность: | 37:09        |

Бонус-треки
| №   | Название                   | Длительность |
| --- | -------------------------- | ------------ |
| 13. | «Light It Up»              | 3:11         |
| 14. | «I’m the One»              | 3:37         |
| 15. | «Get Up and Boogie»        | 2:25         |
| 16. | «Beneath, Between, Beyond» | 3:00         |

## Чарты

### Альбом
| Year | Chart                  | Position |
| ---- | ---------------------- | -------- |
| 2007 | The Billboard 200      | #36      |
| 2007 | Top Rock Albums        | #8       |
| 2007 | Australian ARIA Charts | #26      |

### Синглы
| Year | Single      | Chart                  | Position |
| ---- | ----------- | ---------------------- | -------- |
| 2007 | «Destroyer» | Mainstream Rock Tracks | #23      |

## Над альбомом работали
- Static-X
  - Уэйн Статик — вокал, ритм-гитара, клавиши, программирование
  - Тони Кампос — бас-гитара, бэк-вокал
  - Коити Фукуда — соло-гитара
  - Ник Оширо — ударные инструменты
- Джон Трэвис - продюсер, микширование
- Ульрих Уаилд — продюсер, запись
- Том Байкер — мастеринг
- Джон Лоури — гитарное соло на песне «Cannibal»
- Брюс Рейтер — тур-менеджер
- Динк — ассистент менеджера тура, персональный ассистент
- Брэндон Вебстер — свет
- Эрик Фишер — бас-гитарный техник
- Ствиен Гилмор — оформление, дизайн
- Джейсон Гитлитз — ассистент инженера
- Анди Гоулд — менеджмент
- Дин Карр — фотограф
- Ассен Стоянов — ассистент инженера